# San Juan (Trynidad i Tobago)
San Juan – miasto w Trynidadzie i Tobago, na wyspie Trynidad.
Miasto zamieszkuje około 56,7 tys. mieszkańców (styczeń 2013). Trzecie co do wielkości miasto kraju.